# ÷ Tour
Il ÷ Tour, pronunciato in inglese Divide Tour, è stato il terzo tour di concerti del cantautore britannico Ed Sheeran, a supporto del suo terzo album in studio, ÷.
Il tour è ufficialmente iniziato il 16 marzo 2017 da Torino e si è concluso il 26 agosto 2019 a Ipswich, con un totale di ben 260 spettacoli. Con un incasso totale di circa 776 milioni di dollari e un pubblico di quasi 9 milioni di persone, è attualmente il quarto tour più redditizio di tutti i tempi. 

## Scaletta
Questa scaletta è tratta dal concerto del 5 agosto 2018, a Glendale. Non è, perciò, rappresentativa di tutti gli spettacoli del tour.
1. Castle on the Hill
2. Eraser
3. The A Team
4. Don't / New Man
5. Dive
6. Bloodstream
7. Happier
8. Galway Girl
9. Feeling Good / I See Fire
10. How Would You Feel (Paean)
11. Photograph
12. Perfect
13. Nancy Mulligan
14. Thinking Out Loud
15. Sing
16. Shape of You
17. You Need Me, I Don't Need You

## Artisti d'apertura
La seguente lista rappresenta il numero correlato agli artisti d'apertura nella tabella delle date del tour.
- Anne-Marie = 1
- Ryan McMullan = 2
- Busted = 3
- Antonio Lulic = 4
- Intimate Strangers = 5
- Benjamin Amadeo = 6
- Sebastián Yatra = 7
- Yebba Smith = 8
- Fuse ODG = 9
- James Blunt = 10
- Joshua Rodin = 11
- Lauv = 12
- Missy Higgins = 13
- Fergus James = 14
- Bliss n Eso = 15
- Drax Project = 16
- Six60 = 17
- Mitch James = 18
- Jamie Lawson = 19
- Beoga = 20
- BeMy = 21
- Snow Patrol = 22
- Passenger = 23
- Shekhinah = 24
- One Ok Rock = 25
- Zara Larsson = 26
- James Bay = 27
- The Darkness = 28
- Lewis Capaldi = 29

## Date
| Data              | Città               | Stato               | Luogo                           | Artisti d'apertura | Biglietti (venduti / disponibili) | Incasso      |
| Europa            | Europa              | Europa              | Europa                          | Europa             | Europa                            | Europa       |
| ----------------- | ------------------- | ------------------- | ------------------------------- | ------------------ | --------------------------------- | ------------ |
| 16 marzo 2017     | Torino              | Italia              | Pala Alpitour                   | 1 ; 2              | 23.255 / 23.255                   | $1.223.750   |
| 17 marzo 2017     | Torino              | Italia              | Pala Alpitour                   | 1 ; 2              | 23.255 / 23.255                   | $1.223.750   |
| 19 marzo 2017     | Zurigo              | Svizzera            | Hallenstadion                   | 1 ; 2              | 14.000 / 14.000                   | $1.156.950   |
| 20 marzo 2017     | Monaco di Baviera   | Germania            | Olympiahalle                    | 1 ; 2              | 12.076 / 12.076                   | $932.166     |
| 22 marzo 2017     | Mannheim            | Germania            | SAP Arena                       | 1 ; 2              | 10.843 / 10.843                   | $753.785     |
| 23 marzo 2017     | Colonia             | Germania            | Lanxess Arena                   | 1 ; 2              | 16.223 / 16.223                   | $1.138.720   |
| 26 marzo 2017     | Amburgo             | Germania            | Barclaycard Arena               | 1 ; 2              | 12.779 / 13.227                   | $837.705     |
| 27 marzo 2017     | Berlino             | Germania            | Mercedes-Benz Arena             | 1 ; 2              | 14.104 / 14.104                   | $1.036.360   |
| 28 marzo 2017     | Londra              | Regno Unito         | Royal Albert Hall               | 3                  | N.D.                              | N.D.         |
| 30 marzo 2017     | Stoccolma           | Svezia              | Ericsson Globe                  | 1 ; 2              | 14.024 / 14.024                   | $1.024.640   |
| 1º aprile 2017    | Herning             | Danimarca           | Jyske Bank Boxen                | 1 ; 2              | 14.814 / 14.996                   | $1.268.380   |
| 3 aprile 2017     | Amsterdam           | Paesi Bassi         | Ziggo Dome                      | 1 ; 2              | 33.255 / 33.255                   | $2.115.870   |
| 4 aprile 2017     | Amsterdam           | Paesi Bassi         | Ziggo Dome                      | 1 ; 2              | 33.255 / 33.255                   | $2.115.870   |
| 5 aprile 2017     | Anversa             | Belgio              | Sportpaleis                     | 1 ; 2              | 21.109 / 21.151                   | $1.325.480   |
| 6 aprile 2017     | Parigi              | Francia             | AccorHotels Arena               | 1 ; 2              | 15.988 / 15.988                   | $801.973     |
| 8 aprile 2017     | Madrid              | Spagna              | Wizink Center                   | 1 ; 2              | 15.748 / 15.748                   | $908.417     |
| 9 aprile 2017     | Barcellona          | Spagna              | Palau Sant Jordi                | 1 ; 2              | 17.476 / 17.476                   | $955.236     |
| 12 aprile 2017    | Dublino             | Irlanda             | 3Arena                          | 1 ; 2              | 25.538 / 25.538                   | $2.156.330   |
| 13 aprile 2017    | Dublino             | Irlanda             | 3Arena                          | 1 ; 2              | 25.538 / 25.538                   | $2.156.330   |
| 16 aprile 2017    | Glasgow             | Regno Unito         | The SSE Hydro                   | 1 ; 2              | 25.220 / 25.220                   | $1.997.460   |
| 17 aprile 2017    | Glasgow             | Regno Unito         | The SSE Hydro                   | 1 ; 2              | 25.220 / 25.220                   | $1.997.460   |
| 19 aprile 2017    | Newcastle upon Tyne | Regno Unito         | Metro Radio Arena               | 1 ; 2              | 21.558 / 21.558                   | $1.657.950   |
| 20 aprile 2017    | Newcastle upon Tyne | Regno Unito         | Metro Radio Arena               | 1 ; 2              | 21.558 / 21.558                   | $1.657.950   |
| 22 aprile 2017    | Manchester          | Regno Unito         | Manchester Arena                | 1 ; 2              | 31.333 / 31.379                   | $2.631.120   |
| 23 aprile 2017    | Manchester          | Regno Unito         | Manchester Arena                | 1 ; 2              | 31.333 / 31.379                   | $2.631.120   |
| 25 aprile 2017    | Nottingham          | Regno Unito         | Motorpoint Arena                | 1 ; 2              | 18.790 / 18.790                   | $1.607.780   |
| 26 aprile 2017    | Nottingham          | Regno Unito         | Motorpoint Arena                | 1 ; 2              | 18.790 / 18.790                   | $1.607.780   |
| 28 aprile 2017    | Birmingham          | Regno Unito         | Barclaycard Arena               | 1 ; 2              | 30.994 / 30.994                   | $2.630.310   |
| 29 aprile 2017    | Birmingham          | Regno Unito         | Barclaycard Arena               | 1 ; 2              | 30.994 / 30.994                   | $2.630.310   |
| 1º maggio 2017    | Londra              | Regno Unito         | The O2 Arena                    | 1 ; 2              | 55.708 / 55.708                   | $5.093.280   |
| 2 maggio 2017     | Londra              | Regno Unito         | The O2 Arena                    | 1 ; 2              | 55.708 / 55.708                   | $5.093.280   |
| 3 maggio 2017     | Londra              | Regno Unito         | The O2 Arena                    | 1 ; 2              | 55.708 / 55.708                   | $5.093.280   |
| Sud America       |                     |                     |                                 |                    |                                   |              |
| 13 maggio 2017    | Lima                | Perù                | Stadio nazionale del Perù       | 4                  | 19.745 / 19.745                   | $1.299.630   |
| 15 maggio 2017    | Santiago del Cile   | Cile                | Movistar Arena                  | 4 ; 5              | 26.983 / 26.983                   | $2.087.600   |
| 16 maggio 2017    | Santiago del Cile   | Cile                | Movistar Arena                  | 4 ; 5              | 26.983 / 26.983                   | $2.087.600   |
| 20 maggio 2017    | La Plata            | Argentina           | Stadio Città di La Plata        | 4 ; 6              | 33.584 / 33.584                   | $2.303.960   |
| 23 maggio 2017    | Curitiba            | Brasile             | Pedreira Paulo Leminski         | 4                  | 17.400 / 17.400                   | $1.369.190   |
| 25 maggio 2017    | Rio de Janeiro      | Brasile             | Jeunesse Arena                  | 4                  | 12.087 / 12.087                   | $995.741     |
| 28 maggio 2017    | San Paolo           | Brasile             | Allianz Parque                  | 4                  | 37.075 / 37.075                   | $3.379.710   |
| 30 maggio 2017    | Belo Horizonte      | Brasile             | Esterno del Mineirão            | 4                  | 14.143 / 14.143                   | $1.039.570   |
| 2 giugno 2017     | Bogotà              | Colombia            | Parco Simón Bolívar             | 4 ; 7              | 15.588 / 15.588                   | $1.176.970   |
| Centro America    |                     |                     |                                 |                    |                                   |              |
| 4 giugno 2017     | San Juan            | Porto Rico          | Coliseo di Porto Rico           | 8                  | 14.426 / 14.426                   | $1.017.458   |
| 6 giugno 2017     | Alajuela            | Costa Rica          | Parco Viva                      | 4                  | 17.464 / 17.464                   | $1.288.350   |
| Sud America       |                     |                     |                                 |                    |                                   |              |
| 10 giugno 2017    | Città del Messico   | Messico             | Palacio de los Deportes         | 4                  | 21.429 / 21.500                   | $1.333.238   |
| 12 giugno 2017    | Guadalajara         | Messico             | Arena VFG                       | 4                  | 11.648 / 12.204                   | $966.096     |
| 14 giugno 2017    | Monterrey           | Messico             | Auditorio Citibanamex           | 4                  | 7.865 / 8.084                     | $910.014     |
| Europa            |                     |                     |                                 |                    |                                   |              |
| 22 giugno 2017    | Londra              | Regno Unito         | The O2 Arena                    | 9                  | 18.552 / 19.085                   | $1.678.980   |
| 25 giugno 2017    | Pilton              | Regno Unito         | Worthy Farm                     | N.D.               | N.D.                              | N.D.         |
| Nord America      |                     |                     |                                 |                    |                                   |              |
| 29 giugno 2017    | Kansas City         | Stati Uniti         | Sprint Center                   | 10                 | 13.382 / 13.382                   | $1.217.313   |
| 30 giugno 2017    | Des Moines          | Stati Uniti         | Wells Fargo Arena               | 10                 | 13.375 / 13.375                   | $1.078.939   |
| 1º luglio 2017    | Saint Paul          | Stati Uniti         | Xcel Energy Center              | 10                 | 14.938 / 14.938                   | $1.375.063   |
| 7 luglio 2017     | Toronto             | Canada              | Air Canada Centre               | 10                 | 30.516 / 30.516                   | $2.554.110   |
| 8 luglio 2017     | Toronto             | Canada              | Air Canada Centre               | 10                 | 30.516 / 30.516                   | $2.554.110   |
| 9 luglio 2017     | Buffalo             | Stati Uniti         | KeyBank Center                  | 10                 | 14.305 / 14.305                   | $1.167.095   |
| 11 luglio 2017    | Filadelfia          | Stati Uniti         | Wells Fargo Center              | 10                 | 28.922 / 28.922                   | $2.633.260   |
| 12 luglio 2017    | Filadelfia          | Stati Uniti         | Wells Fargo Center              | 10                 | 28.922 / 28.922                   | $2.633.260   |
| 14 luglio 2017    | Uncasville          | Stati Uniti         | Mohegan Sun Arena               | 10                 | 13.670 / 13.670                   | $1.384.770   |
| 15 luglio 2017    | Uncasville          | Stati Uniti         | Mohegan Sun Arena               | 10                 | 13.670 / 13.670                   | $1.384.770   |
| 18 luglio 2017    | Québec              | Canada              | Videotron Centre                | 10                 | 13.611 / 13.611                   | $1.162.530   |
| 19 luglio 2017    | Montréal            | Canada              | Centre Bell                     | 10                 | 15.264 / 15.264                   | $1.281.710   |
| 22 luglio 2017    | Winnipeg            | Canada              | Bell MTS Place                  | 10                 | 11.843 / 11.843                   | $1.009.380   |
| 23 luglio 2017    | Saskatoon           | Canada              | SaskTel Centre                  | 10                 | 12.585 / 12.585                   | $1.059.270   |
| 25 luglio 2017    | Edmonton            | Canada              | Rogers Place                    | 10                 | 27.411 / 27.411                   | $2.343.200   |
| 26 luglio 2017    | Edmonton            | Canada              | Rogers Place                    | 10                 | 27.411 / 27.411                   | $2.343.200   |
| 28 luglio 2017    | Vancouver           | Canada              | Rogers Arena                    | 10                 | 14.070 / 14.070                   | $1.212.330   |
| 29 luglio 2017    | Tacoma              | Stati Uniti         | Tacoma Dome                     | 10                 | 19.538 / 19.538                   | $1.575.039   |
| 30 luglio 2017    | Portland            | Stati Uniti         | Moda Center                     | 10                 | 13.420 / 13.420                   | $1.074.959   |
| 1º agosto 2017    | Sacramento          | Stati Uniti         | Golden 1 Center                 | 10                 | 13.424 / 13.424                   | $1.220.937   |
| 2 agosto 2017     | Oakland             | Stati Uniti         | Oracle Arena                    | 10                 | 13.662 / 13.662                   | $1.219.722   |
| 4 agosto 2017     | Las Vegas           | Stati Uniti         | T-Mobile Arena                  | 10                 | 15.243 / 15.243                   | $1.326.231   |
| 5 agosto 2017     | Glendale            | Stati Uniti         | Gila River Arena                | 10                 | 13.654 / 13.654                   | $1.239.478   |
| 6 agosto 2017     | San Diego           | Stati Uniti         | Valley View Casino Center       | 10                 | 10.233 / 10.233                   | $917.154     |
| 10 agosto 2017    | Los Angeles         | Stati Uniti         | Staples Center                  | 10                 | 40.731 / 40.731                   | $3.622.204   |
| 11 agosto 2017    | Los Angeles         | Stati Uniti         | Staples Center                  | 10                 | 40.731 / 40.731                   | $3.622.204   |
| 12 agosto 2017    | Los Angeles         | Stati Uniti         | Staples Center                  | 10                 | 40.731 / 40.731                   | $3.622.204   |
| 15 agosto 2017    | Denver              | Stati Uniti         | Pepsi Center                    | 10                 | 12.917 / 12.917                   | $1.159.523   |
| 17 agosto 2017    | Tulsa               | Stati Uniti         | BOK Center                      | 10                 | 12.069 / 12.069                   | $961.178     |
| 18 agosto 2017    | Dallas              | Stati Uniti         | American Airlines Center        | 10                 | 13.632 / 13.632                   | $1.207.645   |
| 19 agosto 2017    | Houston             | Stati Uniti         | Toyota Center                   | 10                 | 11.811 / 11.811                   | $1.067.592   |
| 22 agosto 2017    | San Antonio         | Stati Uniti         | AT&T Center                     | 10                 | 13.928 / 13.928                   | $1.112.573   |
| 25 agosto 2017    | Duluth              | Stati Uniti         | Infinite Energy Arena           | 10                 | 21.055 / 21.055                   | $1.970.117   |
| 26 agosto 2017    | Duluth              | Stati Uniti         | Infinite Energy Arena           | 10                 | 21.055 / 21.055                   | $1.970.117   |
| 29 agosto 2017    | Tampa               | Stati Uniti         | Amalie Arena                    | 10                 | 13.459 / 13.459                   | $1.076.537   |
| 30 agosto 2017    | Miami               | Stati Uniti         | American Airlines Arena         | 10                 | 12.813 / 12.813                   | $1.144.534   |
| 31 agosto 2017    | Orlando             | Stati Uniti         | Amway Center                    | 10                 | 12.360 / 12.360                   | $1.007.408   |
| 2 settembre 2017  | Raleigh             | Stati Uniti         | PNC Arena                       | 10                 | 13.805 / 13.805                   | $1.134.012   |
| 3 settembre 2017  | Charlotte           | Stati Uniti         | Spectrum Center                 | 10                 | 13.927 / 13.927                   | $1.243.772   |
| 5 settembre 2017  | North Charleston    | Stati Uniti         | North Charleston Coliseum       | 10                 | 8.517 / 8.517                     | $673.759     |
| 7 settembre 2017  | Louisville          | Stati Uniti         | KFC Yum! Center                 | 10                 | 15.721 / 15.721                   | $1.257.529   |
| 8 settembre 2017  | Indianapolis        | Stati Uniti         | Bankers Life Fieldhouse         | 11                 | 12.740 / 12.740                   | $1.014.966   |
| 9 settembre 2017  | Cleveland           | Stati Uniti         | Quicken Loans Arena             | 11                 | 15.073 / 15.073                   | $1.365.524   |
| 12 settembre 2017 | Omaha               | Stati Uniti         | CenturyLink Center Omaha        | 8                  | 13.990 / 13.990                   | $1.125.765   |
| 15 settembre 2017 | Rosemont            | Stati Uniti         | Allstate Arena                  | 8                  | 26.346 / 26.346                   | $2.347.880   |
| 16 settembre 2017 | Rosemont            | Stati Uniti         | Allstate Arena                  | 8                  | 26.346 / 26.346                   | $2.347.880   |
| 19 settembre 2017 | Washington          | Stati Uniti         | Capital One Arena               | 8                  | 27.497 / 27.497                   | $2.456.334   |
| 20 settembre 2017 | Washington          | Stati Uniti         | Capital One Arena               | 8                  | 27.497 / 27.497                   | $2.456.334   |
| 22 settembre 2017 | Boston              | Stati Uniti         | TD Garden                       | 8                  | 25.590 / 25.590                   | $2.295.216   |
| 23 settembre 2017 | Boston              | Stati Uniti         | TD Garden                       | 8                  | 25.590 / 25.590                   | $2.295.216   |
| 26 settembre 2017 | Pittsburgh          | Stati Uniti         | PPG Paints Arena                | 8                  | 13.331 / 13.331                   | $1.190.946   |
| 27 settembre 2017 | Detroit             | Stati Uniti         | Little Caesars Arena            | 8                  | 14.124 / 14.124                   | $1.268.652   |
| 29 settembre 2017 | Brooklyn            | Stati Uniti         | Barclays Center                 | 8                  | 41.066 / 41.066                   | $3.658.480   |
| 30 settembre 2017 | Brooklyn            | Stati Uniti         | Barclays Center                 | 8                  | 41.066 / 41.066                   | $3.658.480   |
| 1º ottobre 2017   | Brooklyn            | Stati Uniti         | Barclays Center                 | 8                  | 41.066 / 41.066                   | $3.658.480   |
| 3 ottobre 2017    | Columbus            | Stati Uniti         | Nationwide Arena                | 8                  | 27.255 / 27.255                   | $2.199.218   |
| 4 ottobre 2017    | Columbus            | Stati Uniti         | Nationwide Arena                | 8                  | 27.255 / 27.255                   | $2.199.218   |
| 6 ottobre 2017    | Nashville           | Stati Uniti         | Bridgestone Arena               | 8                  | 27.721 / 27.721                   | $2.503.808   |
| 7 ottobre 2017    | Nashville           | Stati Uniti         | Bridgestone Arena               | 8                  | 27.721 / 27.721                   | $2.503.808   |
| Asia              |                     |                     |                                 |                    |                                   |              |
| 11 novembre 2017  | Singapore           | Singapore           | Singapore Indoor Stadium        | 12                 | 18.297 / 18.297                   | $2.584.230   |
| 12 novembre 2017  | Singapore           | Singapore           | Singapore Indoor Stadium        | 12                 | 18.297 / 18.297                   | $2.584.230   |
| 14 novembre 2017  | Kuala Lumpur        | Malaysia            | Axiata Arena                    | 12                 | 11.597 / 11.597                   | $980.033     |
| 16 novembre 2017  | Bangkok             | Thailandia          | IMPACT Arena                    | 12                 | 14.394 / 14.394                   | $1.744.270   |
| 19 novembre 2017  | Mumbai              | India               | JioGarden                       | 12                 | 11.103 / 11.103                   | $1.100.040   |
| 23 novembre 2017  | Dubai               | Emirati Arabi Uniti | Autism Rocks Arena              | 12                 | 23.272 / 23.272                   | $2.783.800   |
| Europa            |                     |                     |                                 |                    |                                   |              |
| 19 febbraio 2018  | Londra              | Regno Unito         | indigo at The O2                | N.D.               | 2.056 / 2.717                     | $244.719     |
| Oceania           |                     |                     |                                 |                    |                                   |              |
| 2 marzo 2018      | Perth               | Australia           | Optus Stadium                   | 13 ; 14            | 114.031 / 114.031                 | $9.146.953   |
| 3 marzo 2018      | Perth               | Australia           | Optus Stadium                   | 13 ; 14            | 114.031 / 114.031                 | $9.146.953   |
| 7 marzo 2018      | Adelaide            | Australia           | Adelaide Oval                   | 13 ; 14            | 62.915 / 62.915                   | $5.103.599   |
| 9 marzo 2018      | Melbourne           | Australia           | Etihad Stadium                  | 13 ; 15            | 256.622 / 256.622                 | $20.838.652  |
| 10 marzo 2018     | Melbourne           | Australia           | Etihad Stadium                  | 13 ; 15            | 256.622 / 256.622                 | $20.838.652  |
| 11 marzo 2018     | Melbourne           | Australia           | Etihad Stadium                  | 13 ; 15            | 256.622 / 256.622                 | $20.838.652  |
| 12 marzo 2018     | Melbourne           | Australia           | Etihad Stadium                  | 13 ; 15            | 256.622 / 256.622                 | $20.838.652  |
| 15 marzo 2018     | Sydney              | Australia           | ANZ Stadium                     | 2 ; 13             | 231.185 / 231.185                 | $19.948.066  |
| 16 marzo 2018     | Sydney              | Australia           | ANZ Stadium                     | 2 ; 13             | 231.185 / 231.185                 | $19.948.066  |
| 17 marzo 2018     | Sydney              | Australia           | ANZ Stadium                     | 2 ; 13             | 231.185 / 231.185                 | $19.948.066  |
| 20 marzo 2018     | Brisbane            | Australia           | Suncorp Stadium                 | 13 ; 14            | 103.744 / 103.744                 | $8.595.585   |
| 21 marzo 2018     | Brisbane            | Australia           | Suncorp Stadium                 | 13 ; 14            | 103.744 / 103.744                 | $8.595.585   |
| 24 marzo 2018     | Auckland            | Nuova Zelanda       | Mount Smart Stadium             | 16                 | 132.876 / 132.876                 | $10.766.558  |
| 25 marzo 2018     | Auckland            | Nuova Zelanda       | Mount Smart Stadium             | 16                 | 132.876 / 132.876                 | $10.766.558  |
| 26 marzo 2018     | Auckland            | Nuova Zelanda       | Mount Smart Stadium             | 16                 | 132.876 / 132.876                 | $10.766.558  |
| 29 marzo 2018     | Dunedin             | Nuova Zelanda       | Forsyth Barr Stadium            | 17 ; 18            | 105.014 / 105.014                 | $8.475.218   |
| 31 marzo 2018     | Dunedin             | Nuova Zelanda       | Forsyth Barr Stadium            | 17 ; 18            | 105.014 / 105.014                 | $8.475.218   |
| 1º aprile 2018    | Dunedin             | Nuova Zelanda       | Forsyth Barr Stadium            | 17 ; 18            | 105.014 / 105.014                 | $8.475.218   |
| Asia              |                     |                     |                                 |                    |                                   |              |
| 8 aprile 2018     | Manila              | Filippine           | MOA Concert Grounds             | N.D.               | 18.752 / 18.752                   | $2.412.506   |
| 11 aprile 2018    | Osaka               | Giappone            | Osaka-jo Hall                   | N.D.               | 10.161 / 10.161                   | $1.284.070   |
| 13 aprile 2018    | Tokyo               | Giappone            | Nippon Budokan                  | N.D.               | 19.549 / 19.549                   | $2.504.547   |
| 14 aprile 2018    | Tokyo               | Giappone            | Nippon Budokan                  | N.D.               | 19.549 / 19.549                   | $2.504.547   |
| Europa            |                     |                     |                                 |                    |                                   |              |
| 4 maggio 2018     | Cork                | Irlanda             | Páirc Uí Chaoimh                | 1 ; 19 ; 20        | 128.969 / 130.200                 | $12.371.587  |
| 5 maggio 2018     | Cork                | Irlanda             | Páirc Uí Chaoimh                | 1 ; 19 ; 20        | 128.969 / 130.200                 | $12.371.587  |
| 6 maggio 2018     | Cork                | Irlanda             | Páirc Uí Chaoimh                | 1 ; 19 ; 20        | 128.969 / 130.200                 | $12.371.587  |
| 9 maggio 2018     | Belfast             | Regno Unito         | Boucher Playing Fields          | 1 ; 19 ; 20        | 40.613 / 40.613                   | $3.911.083   |
| 12 maggio 2018    | Galway              | Irlanda             | Pearse Stadium                  | 1 ; 19 ; 20        | 63.991 / 63.991                   | $5.952.120   |
| 13 maggio 2018    | Galway              | Irlanda             | Pearse Stadium                  | 1 ; 19 ; 20        | 63.991 / 63.991                   | $5.952.120   |
| 16 maggio 2018    | Dublino             | Irlanda             | Phoenix Park                    | 1 ; 19 ; 20        | 184.187 / 184.187                 | $17.090.104  |
| 18 maggio 2018    | Dublino             | Irlanda             | Phoenix Park                    | 1 ; 19 ; 20        | 184.187 / 184.187                 | $17.090.104  |
| 19 maggio 2018    | Dublino             | Irlanda             | Phoenix Park                    | 1 ; 19 ; 20        | 184.187 / 184.187                 | $17.090.104  |
| 24 maggio 2018    | Manchester          | Regno Unito         | Etihad Stadium                  | 1 ; 19             | 215.600 / 219.452                 | $19.806.800  |
| 25 maggio 2018    | Manchester          | Regno Unito         | Etihad Stadium                  | 1 ; 19             | 215.600 / 219.452                 | $19.806.800  |
| 26 maggio 2018    | Manchester          | Regno Unito         | Etihad Stadium                  | 1 ; 19             | 215.600 / 219.452                 | $19.806.800  |
| 27 maggio 2018    | Manchester          | Regno Unito         | Etihad Stadium                  | 1 ; 19             | 215.600 / 219.452                 | $19.806.800  |
| 1º giugno 2018    | Glasgow             | Regno Unito         | Hampden Park                    | 1 ; 19             | 152.024 / 152.024                 | $13.746.027  |
| 2 giugno 2018     | Glasgow             | Regno Unito         | Hampden Park                    | 1 ; 19             | 152.024 / 152.024                 | $13.746.027  |
| 3 giugno 2018     | Glasgow             | Regno Unito         | Hampden Park                    | 1 ; 19             | 152.024 / 152.024                 | $13.746.027  |
| 8 giugno 2018     | Newcastle upon Tyne | Regno Unito         | St James' Park                  | 1 ; 19             | 149.226 / 151.995                 | $13.498.865  |
| 9 giugno 2018     | Newcastle upon Tyne | Regno Unito         | St James' Park                  | 1 ; 19             | 149.226 / 151.995                 | $13.498.865  |
| 10 giugno 2018    | Newcastle upon Tyne | Regno Unito         | St James' Park                  | 1 ; 19             | 149.226 / 151.995                 | $13.498.865  |
| 14 giugno 2018    | Londra              | Regno Unito         | Stadio di Wembley               | 1 ; 19             | 299.013 / 301.428                 | $28.726.438  |
| 15 giugno 2018    | Londra              | Regno Unito         | Stadio di Wembley               | 1 ; 19             | 299.013 / 301.428                 | $28.726.438  |
| 16 giugno 2018    | Londra              | Regno Unito         | Stadio di Wembley               | 1 ; 19             | 299.013 / 301.428                 | $28.726.438  |
| 17 giugno 2018    | Londra              | Regno Unito         | Stadio di Wembley               | 1 ; 19             | 299.013 / 301.428                 | $28.726.438  |
| 21 giugno 2018    | Cardiff             | Regno Unito         | Principality Stadium            | 1 ; 19             | 238.085 / 242.684                 | $21.249.947  |
| 22 giugno 2018    | Cardiff             | Regno Unito         | Principality Stadium            | 1 ; 19             | 238.085 / 242.684                 | $21.249.947  |
| 23 giugno 2018    | Cardiff             | Regno Unito         | Principality Stadium            | 1 ; 19             | 238.085 / 242.684                 | $21.249.947  |
| 24 giugno 2018    | Cardiff             | Regno Unito         | Principality Stadium            | 1 ; 19             | 238.085 / 242.684                 | $21.249.947  |
| 28 giugno 2018    | Amsterdam           | Paesi Bassi         | Amsterdam ArenA                 | 1 ; 19             | 102.463 / 102.463                 | $7.722.001   |
| 29 giugno 2018    | Amsterdam           | Paesi Bassi         | Amsterdam ArenA                 | 1 ; 19             | 102.463 / 102.463                 | $7.722.001   |
| 1º luglio 2018    | Werchter            | Belgio              | Festival Park                   | 1 ; 19             | 64.987 / 65.000                   | $5.470.934   |
| 6 luglio 2018     | Saint-Denis         | Francia             | Stade de France                 | 1 ; 19             | 153.065 / 153.422                 | $9.308.969   |
| 7 luglio 2018     | Saint-Denis         | Francia             | Stade de France                 | 1 ; 19             | 153.065 / 153.422                 | $9.308.969   |
| 10 luglio 2018    | Göteborg            | Svezia              | Ullevi                          | 1 ; 19             | 122.522 / 123.165                 | $11.295.200  |
| 11 luglio 2018    | Göteborg            | Svezia              | Ullevi                          | 1 ; 19             | 122.522 / 123.165                 | $11.295.200  |
| 14 luglio 2018    | Stoccolma           | Svezia              | Friends Arena                   | 1 ; 19             | 54.234 / 55.336                   | $4.860.670   |
| 19 luglio 2018    | Berlino             | Germania            | Stadio Olimpico                 | 1 ; 19             | 69.055 / 69.780                   | $6.392.576   |
| 22 luglio 2018    | Gelsenkirchen       | Germania            | Veltins-Arena                   | 1 ; 19             | 102.778 / 112.373                 | $9.044.900   |
| 23 luglio 2018    | Gelsenkirchen       | Germania            | Veltins-Arena                   | 1 ; 19             | 102.778 / 112.373                 | $9.044.900   |
| 25 luglio 2018    | Amburgo             | Germania            | Trabrennbahn Bahrenfeld         | 1 ; 19             | 80.326 / 80.413                   | $7.029.260   |
| 29 luglio 2018    | Monaco di Baviera   | Germania            | Stadio Olimpico                 | 1 ; 19             | 135.036 / 135.164                 | $12.865.527  |
| 30 luglio 2018    | Monaco di Baviera   | Germania            | Stadio Olimpico                 | 1 ; 19             | 135.036 / 135.164                 | $12.865.527  |
| 3 agosto 2018     | Zurigo              | Svizzera            | Letzigrund                      | 1 ; 19             | 95.142 / 95.830                   | $11.039.800  |
| 4 agosto 2018     | Zurigo              | Svizzera            | Letzigrund                      | 1 ; 19             | 95.142 / 95.830                   | $11.039.800  |
| 7 agosto 2018     | Vienna              | Austria             | Stadio Ernst Happel             | 1 ; 19             | 110.459 / 110.459                 | $9.444.760   |
| 8 agosto 2018     | Vienna              | Austria             | Stadio Ernst Happel             | 1 ; 19             | 110.459 / 110.459                 | $9.444.760   |
| 11 agosto 2018    | Varsavia            | Polonia             | PGE Narodowy                    | 1 ; 19             | 104.836 / 105.063                 | $7.251.980   |
| 12 agosto 2018    | Varsavia            | Polonia             | PGE Narodowy                    | 1 ; 19 ; 21        | 104.836 / 105.063                 | $7.251.980   |
| Nord America      |                     |                     |                                 |                    |                                   |              |
| 18 agosto 2018    | Pasadena            | Stati Uniti         | Rose Bowl                       | 1 ; 22             | 62.321 / 62.321                   | $6.315.596   |
| 21 agosto 2018    | San Francisco       | Stati Uniti         | AT&T Park                       | 1 ; 22             | 38.647 / 38.647                   | $4.199.073   |
| 25 agosto 2018    | Seattle             | Stati Uniti         | CenturyLink Field               | 1 ; 22             | 55.891 / 55.891                   | $4.932.401   |
| 30 agosto 2018    | Toronto             | Canada              | Rogers Centre                   | 1 ; 22             | 98.462 / 98.462                   | $8.530.220   |
| 31 agosto 2018    | Toronto             | Canada              | Rogers Centre                   | 1 ; 22             | 98.462 / 98.462                   | $8.530.220   |
| 6 settembre 2018  | Saint Louis         | Stati Uniti         | Busch Stadium                   | 1 ; 22             | 41.522 / 41.522                   | $3.726.271   |
| 8 settembre 2018  | Detroit             | Stati Uniti         | Ford Field                      | 1 ; 22             | 47.804 / 47.804                   | $4.481.290   |
| 14 settembre 2018 | Foxborough          | Stati Uniti         | Gillette Stadium                | 1 ; 22             | 110.238 / 110.238                 | $9.382.550   |
| 15 settembre 2018 | Foxborough          | Stati Uniti         | Gillette Stadium                | 1 ; 22             | 110.238 / 110.238                 | $9.382.550   |
| 21 settembre 2018 | East Rutherford     | Stati Uniti         | MetLife Stadium                 | 1 ; 22             | 107.500 / 107.500                 | $11.220.207  |
| 22 settembre 2018 | East Rutherford     | Stati Uniti         | MetLife Stadium                 | 1 ; 22             | 107.500 / 107.500                 | $11.220.207  |
| 27 settembre 2018 | Filadelfia          | Stati Uniti         | Lincoln Financial Field         | 1 ; 22             | 54.292 / 54.292                   | $5.161.683   |
| 29 settembre 2018 | Pittsburgh          | Stati Uniti         | PNC Park                        | 1 ; 22             | 41.014 / 41.014                   | $4.169.874   |
| 4 ottobre 2018    | Chicago             | Stati Uniti         | Soldier Field                   | 12 ; 22            | 47.263 / 47.263                   | $4.339.350   |
| 6 ottobre 2018    | Nashville           | Stati Uniti         | Nissan Stadium                  | 12 ; 22            | 45.888 / 45.888                   | $3.954.931   |
| 13 ottobre 2018   | Kansas City         | Stati Uniti         | Arrowhead Stadium               | 12 ; 22            | 51.324 / 51.324                   | $4.008.748   |
| 17 ottobre 2018   | Fargo               | Stati Uniti         | Fargodome                       | 12 ; 22            | 17.762 / 17.762                   | $1.766. 790  |
| 20 ottobre 2018   | Minneapolis         | Stati Uniti         | U.S. Bank Stadium               | 12 ; 22            | 49.359 / 49.359                   | $4.512.422   |
| 24 ottobre 2018   | Milwaukee           | Stati Uniti         | Miller Park                     | N.D.               | 37.288 / 37.288                   | $3.390.498   |
| 27 ottobre 2018   | Arlington           | Stati Uniti         | AT&T Stadium                    | 12 ; 22            | 46.249 / 46.249                   | $4.528.561   |
| 31 ottobre 2018   | New Orleans         | Stati Uniti         | Mercedes-Benz Superdome         | 12 ; 22            | 42.295 / 42.295                   | $2.827.815   |
| 3 novembre 2018   | Houston             | Stati Uniti         | Minute Maid Park                | 12 ; 22            | 39.354 / 39.354                   | $3.985.595   |
| 7 novembre 2018   | Tampa               | Stati Uniti         | Raymond James Stadium           | 12 ; 22            | 51.120 / 51.120                   | $4.197.412   |
| 10 novembre 2018  | Atlanta             | Stati Uniti         | Mercedes-Benz Stadium           | 12 ; 22            | 50.906 / 50.906                   | $5.021.395   |
| Sud America       |                     |                     |                                 |                    |                                   |              |
| 13 febbraio 2019  | San Paolo           | Brasile             | Allianz Parque                  | 23                 | 81.156 / 82.622                   | $6.373.990   |
| 14 febbraio 2019  | San Paolo           | Brasile             | Allianz Parque                  | 23                 | 81.156 / 82.622                   | $6.373.990   |
| 17 febbraio 2019  | Porto Alegre        | Brasile             | Arena do Grêmio                 | 23                 | 38.635 / 39.995                   | $3.074.240   |
| 20 febbraio 2019  | Montevideo          | Uruguay             | Stadio del Centenario           | 23                 | 20.799 / 21.074                   | $1.886.550   |
| 23 febbraio 2019  | Buenos Aires        | Argentina           | Campo Argentino di Polo         | 23                 | 40.130 / 40.987                   | $2.406.860   |
| Africa            |                     |                     |                                 |                    |                                   |              |
| 23 marzo 2019     | Johannesburg        | Sudafrica           | FNB Stadium                     | 23 ; 24            | 128.977 / 128.977                 | $7.153.430   |
| 24 marzo 2019     | Johannesburg        | Sudafrica           | FNB Stadium                     | 23 ; 24            | 128.977 / 128.977                 | $7.153.430   |
| 27 marzo 2019     | Città del Capo      | Sudafrica           | Cape Town Stadium               | 23 ; 24            | 96.915 / 96.915                   | $4.976.060   |
| 28 marzo 2019     | Città del Capo      | Sudafrica           | Cape Town Stadium               | 23 ; 24            | 96.915 / 96.915                   | $4.976.060   |
| Asia              |                     |                     |                                 |                    |                                   |              |
| 4 aprile 2019     | Taoyuan             | Taiwan              | Taoyuan City Stadium            | 25                 | 28.136 / 28.136                   | $3.312.190   |
| 9 aprile 2019     | Tokyo               | Giappone            | Tokyo Dome                      | 25                 | 47.454 / 47.454                   | $6.092.370   |
| 13 aprile 2019    | Kuala Lumpur        | Malaysia            | Stadio nazionale di Bukit Jalil | 25                 | 40.351 / 43.743                   | $2.871.470   |
| 17 aprile 2019    | Hong Kong           | Hong Kong           | Hong Kong Disneyland            | 25                 | 20.294 / 20.294                   | $2.853.320   |
| 21 aprile 2019    | Incheon             | Sud Corea           | Songdo Moonlight Park           | 25                 | 24.910 / 25.033                   | $2.657.640   |
| 23 aprile 2019    | Osaka               | Giappone            | Kyocera Dome                    | 25                 | 37.790 / 37.790                   | $4.855.440   |
| 26 aprile 2019    | Singapore           | Singapore           | Stadio nazionale di Singapore   | 25                 | 49.810 / 49.810                   | $5.565.410   |
| 29 aprile 2019    | Bangkok             | Thailandia          | Stadio Rajamangala              | 25                 | 29.119 / 32.691                   | $3.565.360   |
| 3 maggio 2019     | Giacarta            | Indonesia           | Gelora Bung Karno Stadium       | 25                 | 48.959 / 52.060                   | $4.763.680   |
| Europa            |                     |                     |                                 |                    |                                   |              |
| 24 maggio 2019    | Lione               | Francia             | Groupama Stadium                | 26 ; 27            | 157.070 / 162.563                 | $11.639.153  |
| 25 maggio 2019    | Lione               | Francia             | Groupama Stadium                | 26 ; 27            | 157.070 / 162.563                 | $11.639.153  |
| 26 maggio 2019    | Lione               | Francia             | Groupama Stadium                | 26 ; 27            | 157.070 / 162.563                 | $11.639.153  |
| 29 maggio 2019    | Bordeaux            | Francia             | Matmut Atlantique               | 26 ; 27            | 41.449 / 41.716                   | $2.756.574   |
| 1º giugno 2019    | Lisbona             | Portogallo          | Stadio da Luz                   | 26 ; 27            | 118.085 / 118.085                 | $8.910.674   |
| 2 giugno 2019     | Lisbona             | Portogallo          | Stadio da Luz                   | 26 ; 27            | 118.085 / 118.085                 | $8.910.674   |
| 7 giugno 2019     | Barcellona          | Spagna              | Stadio olimpico Lluís Companys  | 26 ; 27            | 54.658 / 54.658                   | $4.126.520   |
| 11 giugno 2019    | Madrid              | Spagna              | Wanda Metropolitano             | 26 ; 27            | 51.944 / 51.944                   | $3.793.350   |
| 14 giugno 2019    | Firenze             | Italia              | Visarno Arena                   | N.D.               | N.D.                              | N.D.         |
| 16 giugno 2019    | Roma                | Italia              | Stadio Olimpico                 | 26 ; 27            | 58.959 / 58.959                   | $4.549.350   |
| 19 giugno 2019    | Milano              | Italia              | Stadio Giuseppe Meazza          | 26 ; 27            | 54.892 / 54.892                   | $4.020.920   |
| 23 giugno 2019    | Hockenheim          | Germania            | Hockenheimring                  | 26 ; 27            | 191.120 / 202.888                 | $16.289.640  |
| 24 giugno 2019    | Hockenheim          | Germania            | Hockenheimring                  | 26 ; 27            | 191.120 / 202.888                 | $16.289.640  |
| 28 giugno 2019    | Klagenfurt          | Austria             | Wörthersee Stadion              | 26 ; 27            | 67.535 / 67.535                   | $6.279.570   |
| 29 giugno 2019    | Klagenfurt          | Austria             | Wörthersee Stadion              | 26 ; 27            | 67.535 / 67.535                   | $6.279.570   |
| 3 luglio 2019     | Bucarest            | Romania             | Arena Națională                 | 26 ; 27            | 48.044 / 48.044                   | $2.984.810   |
| 7 luglio 2019     | Praga               | Repubblica Ceca     | Letňany                         | 26 ; 27            | 139.036 / 157.980                 | $11.454.940  |
| 8 luglio 2019     | Praga               | Repubblica Ceca     | Letňany                         | 26 ; 27            | 139.036 / 157.980                 | $11.454.940  |
| 12 luglio 2019    | Riga                | Lettonia            | Parco di Lucavsala              | 26 ; 27            | 50.437 / 50.437                   | $3.982.565   |
| 19 luglio 2019    | Mosca               | Russia              | Otkrytie Arena                  | 26 ; 27            | 39.841 / 39.841                   | $3.585.231   |
| 24 luglio 2019    | Helsinki            | Finlandia           | Aeroporto di Malmi              | 26 ; 27            | 100.082 / 120.000                 | $9.481.707   |
| 25 luglio 2019    | Helsinki            | Finlandia           | Aeroporto di Malmi              | 26 ; 27            | 100.082 / 120.000                 | $9.481.707   |
| 28 luglio 2019    | Odense              | Danimarca           | Tusindårsskoven                 | 26 ; 27            | 87.768 / 87.768                   | $8.661.263   |
| 29 luglio 2019    | Odense              | Danimarca           | Tusindårsskoven                 | 26 ; 27            | 87.768 / 87.768                   | $8.661.263   |
| 2 agosto 2019     | Hannover            | Germania            | Messegelände                    | 26 ; 27            | 131.538 / 148.721                 | $12.560.432  |
| 3 agosto 2019     | Hannover            | Germania            | Messegelände                    | 26 ; 27            | 131.538 / 148.721                 | $12.560.432  |
| 7 agosto 2019     | Budapest            | Ungheria            | Isola Hajógyári                 | N.D.               | N.D.                              | N.D.         |
| 10 agosto 2019    | Reykjavík           | Islanda             | Laugardalsvöllur                | 26 ; 27            | 43.830 / 56.642                   | $7.180.912   |
| 11 agosto 2019    | Reykjavík           | Islanda             | Laugardalsvöllur                | 26 ; 27            | 43.830 / 56.642                   | $7.180.912   |
| 16 agosto 2019    | Leeds               | Regno Unito         | Roundhay Park                   | 28 ; 29            | 136.358 / 140.000                 | $12.405.249  |
| 17 agosto 2019    | Leeds               | Regno Unito         | Roundhay Park                   | 28 ; 29            | 136.358 / 140.000                 | $12.405.249  |
| 23 agosto 2019    | Ipswich             | Regno Unito         | Chantry Park                    | 23 ; 28            | 139.984 / 181.548                 | $12.971.665  |
| 24 agosto 2019    | Ipswich             | Regno Unito         | Chantry Park                    | 23 ; 28            | 139.984 / 181.548                 | $12.971.665  |
| 25 agosto 2019    | Ipswich             | Regno Unito         | Chantry Park                    | 28 ; 29            | 139.984 / 181.548                 | $12.971.665  |
| 26 agosto 2019    | Ipswich             | Regno Unito         | Chantry Park                    | 28 ; 29            | 139.984 / 181.548                 | $12.971.665  |
| Totale            | Totale              | Totale              | Totale                          | Totale             | 8.908.150 / 9.078.636 (98,1%)     | $776.195.930 |

### Cancellazioni
| Data              | Città        | Stato         | Luogo                           | Causa                         |
| Nord America      | Nord America | Nord America  | Nord America                    | Nord America                  |
| ----------------- | ------------ | ------------- | ------------------------------- | ----------------------------- |
| 17 settembre 2017 | Saint Louis  | Stati Uniti   | Scottrade Center                | Problemi di sicurezza         |
| Asia              |              |               |                                 |                               |
| 22 ottobre 2017   | Taipei       | Taiwan        | Nangang Exhibition Center       | Incidente occorso al cantante |
| 29 ottobre 2017   | Seul         | Corea del Sud | The 88 Garden                   | Incidente occorso al cantante |
| 4 novembre 2017   | Hong Kong    | Hong Kong     | AsiaWorld–Expo                  | Incidente occorso al cantante |
| 5 novembre 2017   | Hong Kong    | Hong Kong     | AsiaWorld–Expo                  | Incidente occorso al cantante |
| 9 novembre 2017   | Giacarta     | Indonesia     | Indonesia Convention Exhibition | Incidente occorso al cantante |
| 18 aprile 2019    | Hong Kong    | Hong Kong     | Hong Kong Disneyland            | Forte temporale               |